# Tommaso Milanese
Tommaso Milanese (sinh ngày 31 tháng 7 năm 2002) là một cầu thủ bóng đá chuyên nghiệp người Ý hiện tại đang thi đấu ở vị trí tiền vệ cho câu lạc bộ Ascoli tại Serie B, theo dạng cho mượn từ Cremonese.

## Sự nghiệp thi đấu

### Roma
Sau khi bước những bước chân đầu tiên vào học viện trẻ của Fabrizio Miccoli, Milanese đã được Roma tìm kiếm và ký hợp đồng vào năm 2016.
Anh ký hợp đồng chuyên nghiệp đầu tiên vào tháng 11 năm 2018, trước khi gia hạn vào mùa hè năm sau.
Tommaso Milanese ra mắt chuyên nghiệp cho Roma vào ngày 5 tháng 11 năm 2020 tại UEFA Europa League, khi vào sân thay người trong trận gặp CFR Cluj. Anh đã kiến tạo cho Roma ghi bàn thắng thứ 5 của trận đấu. Vào ngày 10 tháng 12, Milanese ghi bàn thắng đầu tiên cho Roma trong trận thua 1-3 trên sân khách trước CSKA Sofia ở Europa League.

#### Cho mượn tại Alessandria
Vào ngày 25 tháng 8 năm 2021, Milanese gia nhập tân binh của Serie B, Alessandria theo dạng cho mượn kéo dài 1 mùa giải.

### Cremonese
Ngày 2 tháng 7 năm 2022, Milanese chuyển tới câu lạc bộ Cremonese, tân binh của Serie A tại thời điểm đó.

#### Cho mượn tại Venezia
Vào ngày 31 tháng 1 năm 2023, anh được đem cho mượn tại câu lạc bộ Venezia.

#### Cho mượn tại Ascoli
Vào ngày 1 tháng 9 năm 2023, anh chuyển sang câu lạc bộ Ascoli tại Serie B theo dạng cho mượn mới.